# Джон Інсолл
Джон Невіл Інсолл (1930—2000) — англійський ортопед-хірург, який значно сприяв розвитку ортопедичної хірургії та операцій із повної заміни колінного суглоба. Інсалл розробив чотири моделі широко використовуваних систем ендопротезування, включаючи революційну Total Condylar Knee у 1974 році. Завдяки своїй новаторській роботі, Інсалл вважається «батьком сучасної хірургії колінного суглоба», разом із його шкільним товаришем та колегою М. А. Р. Фріменом.

## Біографія
Інсалл народився у місті Борнмут, Англія, у сім'ї Маргарет Інсалл (уроджена Аллен) та Джеймса Інсалла. Він навчався у Коледжі Корпус-Крісті, Кембридж, який закінчив у 1953 році. Після отримання медичної освіти він працював лікарем і ортопедом-хірургом в Англії та Канаді.
У 1961 році Інсалл приєднався до Лікарня спеціальної хірургії (Hospital for Special Surgery, HSS) у Нью-Йорку, де протягом майже трьох десятиліть працював над удосконаленням технік ортопедичної хірургії, зокрема у сфері заміни колінного суглоба. Під час своєї роботи у HSS він заснував Товариство коліна та активно сприяв його розвитку.
Після відходу з HSS, Інсалл заснував «Інститут ортопедії та спортивної медицини Інсалл Скотт Келлі (ISK)», де продовжив навчати молодих хірургів та проводити дослідження у сфері ендопротезування.

## Внесок в ортопедію
Розробка Total Condylar Knee у 1974 році стала справжнім проривом у хірургії колінного суглоба. Ця система дозволила впровадити стандарти для сучасних ендопротезів, що використовуються у всьому світі. Total Condylar Knee забезпечує стабільність, довговічність і рухливість, що значно покращило результати хірургії для пацієнтів.
Інсалл також був активним науковцем і педагогом. Він написав понад 150 рецензованих наукових статей та 5 книг, включаючи класичний підручник «Surgery of the Knee» (1984, 2000). Його праці продовжують бути важливими джерелами для лікарів усього світу, які спеціалізуються на хірургії колінного суглоба. Протягом своєї кар'єри він підготував понад 200 резидентів і 100 стипендіатів з різних країн.

## Нагороди та спадщина
Як один із засновників Товариства коліна, на честь Інсалла була заснована нагорода John Insall Award, яка щорічно вручається за видатні роботи, що стосуються клінічних результатів і технік у хірургії колінного суглоба. Також була створена стипендія Insall Travelling Fellowship, яка надає чотирьом кандидатам можливість відвідувати провідні центри хірургії коліна по всьому світу.
Фонд Джона Інсалла продовжує працювати над розвитком ортопедичної науки і сприяє підготовці нових поколінь хірургів. Він залишився у пам'яті не лише як один із найважливіших хірургів свого часу, але і як наставник для багатьох лікарів, що продовжують його справу. Його внесок у ортопедичну хірургію продовжує впливати на медицину, роблячи хірургію колінного суглоба безпечнішою та ефективнішою.

## Публікації
Серед основних публікацій Інсалла:
- Current Concepts in Primary and Revision Total Knee Arthroplasty (Lippincott-Raven, 1996)
- Surgery of the Knee, Volume 1 (Churchill Livingstone, перше видання 1984, друге видання 2000)

## Особисте життя
Інсалл помер 30 грудня 2000 року від раку легенів у медичному центрі Бет-Ізраель у Манхеттен, Нью-Йорк. Його пережили дружина Мері, син Джон, дочка Аманда, а також онуки Джон та Емі Інсалл.